# Brukev zelná
Brukev zelná (Brassica oleracea) je dvouletá rostlina původní ve Středomoří a západní Evropě. Její odrůdy se pěstují jako košťálová zelenina.

## Popis
Divoká brukev zelná je vysoká bylina, prvním rokem tvoří růžici velkých, tlustých, šťavnatých listů na zdřevnatělém košťálu, druhým rokem vyhání 1–2 m dlouhý stvol nesoucí žluté květy. Dobře snáší sucho, roste i na zasolených a zásaditých půdách (na vápencovém podloží), ale nesnáší konkurenci jiných rostlin. Proto se její výskyt většinou omezuje na vápencové útesy, kde jiné rostliny nerostou.

## Pěstování
Brukev zelná se jako zelenina pěstuje už tisíce let a za tu dobu bylo vyšlechtěno bezpočet kultivarů, které jsou na první pohled velmi odlišné. Brukev zelná je jedna z nejdůležitějších kulturních rostlin, její listy jsou bohaté na vitamín C a další zdraví prospěšné látky.

## KultivaryBrassica oleracea
- Brassica oleracea convar. capitata (L.) Alef. – hlávkové zelí
- Brassica oleracea convar. sabauda (L.) O.F.Schulz. – hlávková kapusta
- Brassica oleracea convar. gemmifera (Dc.) Markgr. – růžičková kapusta
- Brassica oleracea var. medullosa Thell. – dřeňová kapusta
- Brassica oleracea var. acephala Dc. – kapusta kadeřavá – jarmuz (krmná kapusta)
- Brassica oleracea var. sabellica Dc. – kapusta kadeřavá – kadeřávek
- Brassica oleracea convar. gongylodes (L.) Markgr. – kedluben
- Brassica oleracea convar. botrytis (L.) Markgr. – květák, romanesco
- Brassica oleracea var. italica Plenck – brokolice

- hlávkové zelí (convar. capitata)
- růžičková kapusta (convar. gemmifera)
- dřeňová kapusta (var. medullosa)
- kadeřávek (var. sabellica)
- brokolice (var. italica)
- kedluben (var. gongylodes)
- květák (var. botrytis)